# Старая каналья
«Старая каналья» — фильм Жерара Журдуи 1991 года. Номинировался на награду «лучший фильм» на фестивале «MystFest» в 1993 году.
Режиссёр и телепродюсер Жерар Журдуи попытался развить относительный успех фильма «Старая леди, которая гуляла в море», который получил премию Сезар, сняв фильм с той же командой.
По сюжету, вдовец Дариус Кон ведёт двойную жизнь. Известный большинству как обыкновенный старичок, каких много, он на самом деле является фальшивомонетчиком, убившим свою жену после очередной ссоры. Случайно об авантюрах Кона узнает его секретарь Роза. Оказавшись в ловушке, Дариус вынужден изобретать самые неожиданные ходы, чтобы спасти свою репутацию и покончить с криминальным прошлым.
Критики отнесли фильм к жанру чёрной комедии, отмечая одновременно пошлость и забавность вкупе с мрачным детективным сюжетом, основанным на манипуляциях и убийствах. Хотя зрители в основном положительно отзывались фильме, но аудитория была небольшой и фильм провалился в прокате — во Франции его обошла даже «Аризонская мечта», показывавшаяся на меньшем количестве сеансов. Критики отмечали хорошую комедийную игру Мишеля Серро. Вину за провал фильма возложили на режиссёра, который не смог адаптироваться к формату полноразмерного фильма и снял красивую, но «плоскую» и неизобретательную картину.
В ролях:
- Пьер Ришар — Чарли
- Мишель Серро — Дариус Кон
- Анна Гальена — Роза
- Жан-Пьер Бувье — Клод Аттиас
- Катрин Фро — Мэрилин